# سكرينفيتسه
سكرينفيتسه هي مدينة  وتتبع محافظة وودج . وهي عاصمة Skierniewice County ‏، وGmina Skierniewice ‏ . بلغ عدد سكانها 47837  نسمة في 31 ديسمبر 2016 .   تبلغ مساحتها 36 كيلومتر مربع . ورمزها البريدي هو 96-100 .

## مدن توأم
المدن التوأم:
غرا

## أعلام
- الكسندر جابلونسكي